# Commiphora capensis
Commiphora capensis är en tvåhjärtbladig växtart som först beskrevs av Otto Wilhelm Sonder, och fick sitt nu gällande namn av Adolf Engler. Commiphora capensis ingår i släktet Commiphora och familjen Burseraceae. Inga underarter finns listade i Catalogue of Life.